# Paul Booth
Paul Booth (nascut el 1967 a Boonton) és un tatuador, escultor, pintor, cineasta i músic de Nova York. Booth és conegut pel seu estil de tatuatges amb tinta negra i grisa que representen peces d'estil surrealisme fosc. Ha guanyat clientela famosa, que inclou membres de bandes de metall com Slipknot, Mudvayne, Slayer, Pantera, Soulfly, Limp Bizkit, Deftones, Cradle of Filth, Chimaira, Sevendust, Dimmu Borgir, Coal Chamber, Pig Destroyer i Sepultura.

## Teatre i galeria d'art de tatuatges Last Rites
L'any 1996, Booth va obrir el local Last Rites Tattoo Theatre a la ciutat de Nova York. La galeria es va traslladar de Hudson Yards al Garment District el 2015, trasllat que es va documentar al DVD "Paul Booth's Last Rites Volume 1". Aquesta nova ubicació era la segona galeria de Booth i es va anomenar Booth Gallery.
Last Rites Tattoo Theatre va tancar les portes el maig del 2020, per les dificultats econòmiques sobrevingudes a causa de la pandèmia de la COVID-19.

## L'experiment de fusió d'art
L'any 2000, Paul Booth va ser cofundador d'una organització benèfica d'art internacional coneguda com a Art Fusion Experiment (AFE).